# Villa du Lavoir
La villa du Lavoir est une voie du 10e arrondissement de Paris, en France.

## Situation et accès
La villa du Lavoir est une voie située dans le 10e arrondissement de Paris. Elle débute au 68 bis, rue René-Boulanger et se termine en impasse.

## Origine du nom

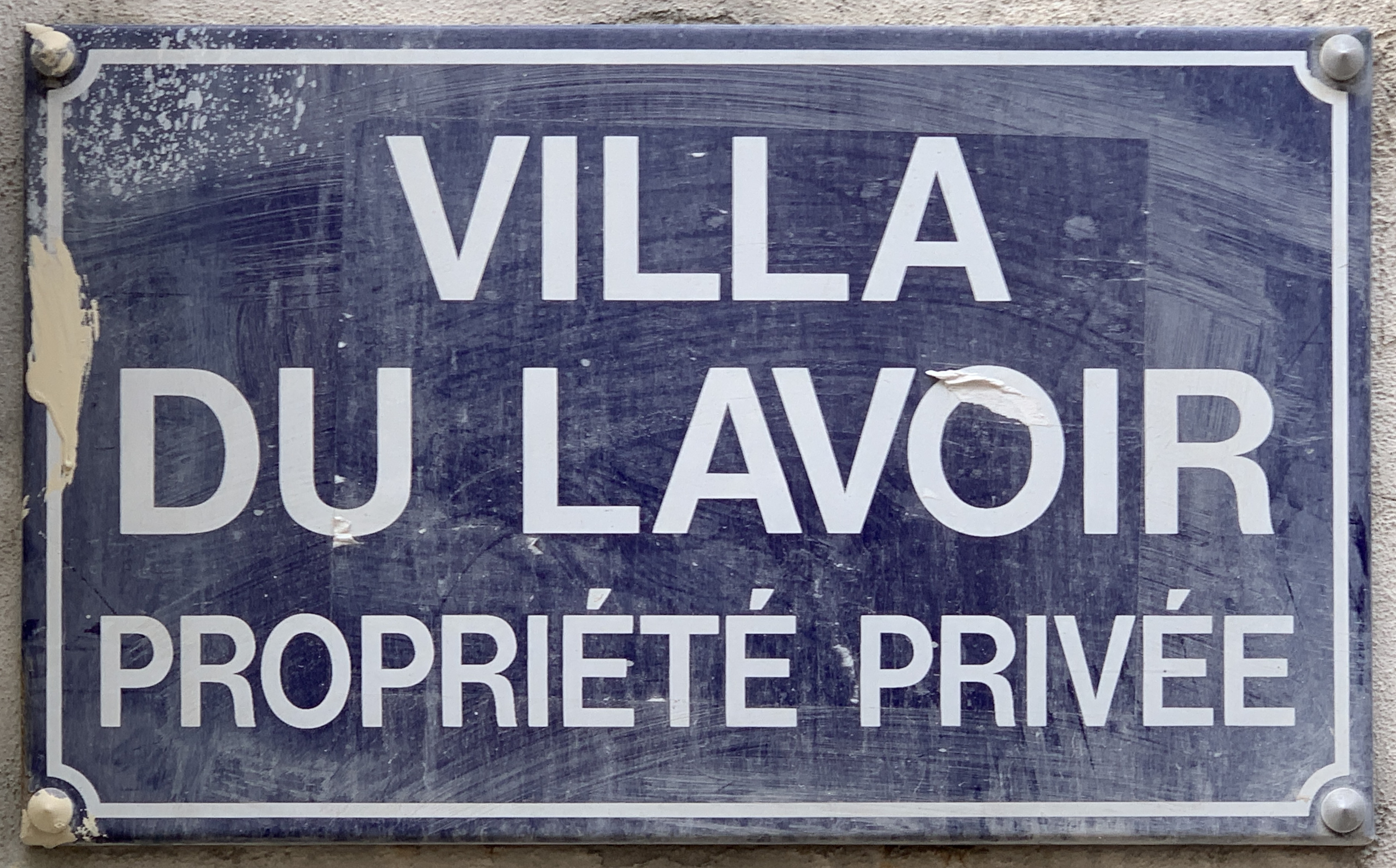
Plaque de la voie.

Cette voie doit son nom à un ancien lavoir sur lequel elle est située.

## Historique
La voie est ouverte sous le nom provisoire de « voie A/10 » et prend sa dénomination actuelle par arrêté municipal du 27 mai 1997.